# AP NFL Offensive Player of the Year Award
L'AP NFL Offensive Player of the Year Award est décerné chaque année par l'Associated Press (AP) au joueur offensif le plus remarquable de la saison régulière en National Football League (NFL). 
Le gagnant est choisi par un groupe de journalistes sportifs qui suivent régulièrement la NFL. Marshall Faulk et Earl Campbell ont été récipiendaires à plusieurs reprises. Ils ont tous deux remporté le prix trois fois consécutivement. Jerry Rice, Barry Sanders, Tom Brady, Terrell Davis, Drew Brees et Peyton Manning ont chacun remporté le prix deux fois. Le prix est actuellement détenu par le wide receiver Cooper Kupp des Rams de Los Angeles, au terme de la saison régulière 2021 de la NFL après avoir mené statistiquement la ligue au niveau du nombre de réceptions réussies (145) et au niveau du nombre de touchdowns (16) et  de yards (1 947) enregistrés en réception.
Chaque gagnant du prix a été soit un running back, soit un quarterback, à l'exception de Rice, qui a remporté deux fois le titre en tant que wide receiver. Les running back ont été récompensés 26 fois, suivis des quarterbacks avec 20 récompenses. Parmi les 49 gagnants, 28 ont également été nommés MVP  de la NFL lors de la même saison. 
Depuis 2011, cette récompense est remise lors de la cérémonie annuelle des distinctions honorifiques de la NFL où sont également remises plusieurs récompenses de l'AP et notamment le trophée du meilleur joueur défensif NFL de l'année et ceux des rookies offensif et défensif de l'année.
Les joueurs sont souvent récompensés après avoir réalisé d'excellente statistiques offensives établissant parfois un ou plusieurs records de la NFL. Le running back O. J. Simpson a ainsi remporté le trophée en 1973 après avoir totalisé un gain record de 2 003 yards, devenant le premier joueur de la NFL à dépasser les 2 000 yards en une saison. Quand Eric Dickerson bat son record en 1984, il se classe au deuxième rang des voix derrière le quarterback Dan Marino, qui cette année-là est le premier à gagner plus de 5 000 yards en une saison. Ce record de 5 084 yards détenu par Marino tient pendant 27 saisons. Il est amélioré par Drew Brees en 2011 qui remporte le trophée du meilleur joueur offensif au terme de la saison. Peyton Manning, vainqueur en 2013, améliore ensuite ce record en gagnant 5 477 yards à la passe. Il améliore également celui du nombre de touchdowns inscrits à la passe sur une saison (55).

## Joueur offensif NFL de l'année

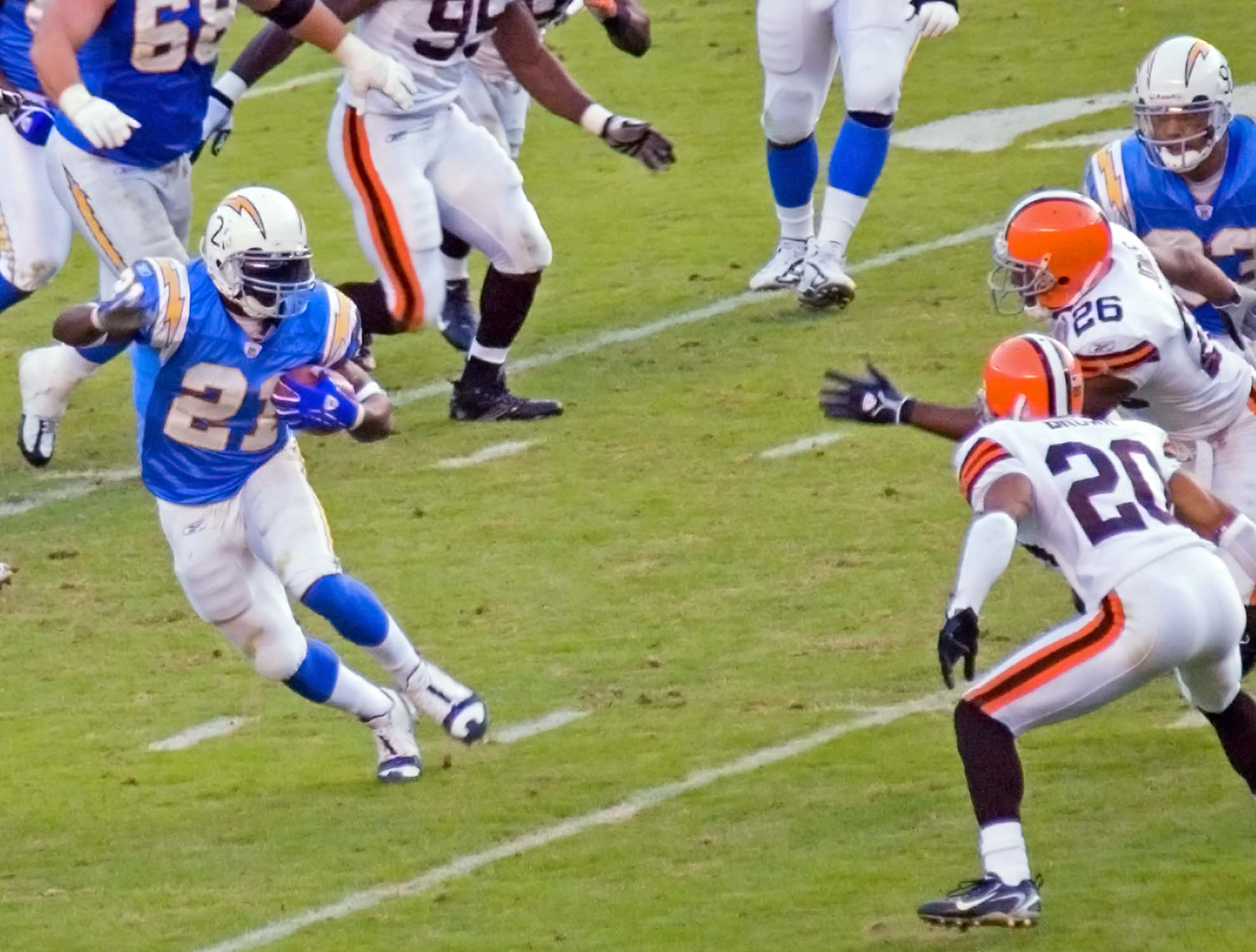
Le vainqueur 2006 LaDainian Tomlinson établit les records sur une saison de touchdowns à la course (28), de touchdowns inscrits de la ligne de scrimmage (31), et de points marqués (186).

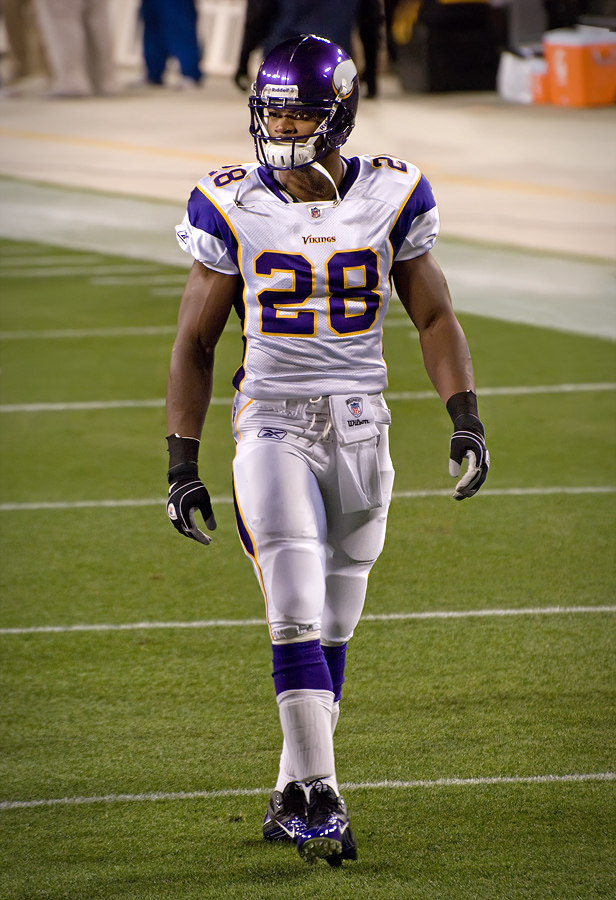
Adrian Peterson remporte le trophée en 2012 après avoir couru, le second meilleur bilan pour un joueur sur une saison.

| Saison | Nom du joueur       | Position | Équipe NFL                         | Réf(s) |
| ------ | ------------------- | -------- | ---------------------------------- | ------ |
| 1972   | Larry Brown         | RB       | Redskins de Washington             | [ 9 ]  |
| 1973   | O. J. Simpson       | RB       | Bills de Buffalo                   | [ 10 ] |
| 1974   | Ken Stabler         | QB       | Raiders d'Oakland                  | [ 11 ] |
| 1975   | Fran Tarkenton      | QB       | Vikings du Minnesota               | [ 12 ] |
| 1976   | Bert Jones (en)     | QB       | Colts de Baltimore                 | [ 13 ] |
| 1977   | Walter Payton       | RB       | Bears de Chicago                   | [ 14 ] |
| 1978   | Earl Campbell       | RB       | Oilers de Houston                  | [ 15 ] |
| 1979   | Earl Campbell (2)   | RB       | Oilers de Houston                  | [ 16 ] |
| 1980   | Earl Campbell (3)   | RB       | Oilers de Houston                  | [ 17 ] |
| 1981   | Ken Anderson        | QB       | Bengals de Cincinnati              | [ 18 ] |
| 1982   | Dan Fouts           | QB       | Chargers de San Diego              | [ 19 ] |
| 1983   | Joe Theismann       | QB       | Redskins de Washington             | [ 20 ] |
| 1984   | Dan Marino          | QB       | Dolphins de Miami                  | [ 21 ] |
| 1985   | Marcus Allen        | RB       | Raiders de Los Angeles             | [ 22 ] |
| 1986   | Eric Dickerson      | RB       | Rams de Los Angeles                | [ 23 ] |
| 1987   | Jerry Rice          | WR       | 49ers de San Francisco             | [ 24 ] |
| 1988   | Roger Craig         | RB       | 49ers de San Francisco             | [ 25 ] |
| 1989   | Joe Montana         | QB       | 49ers de San Francisco             | [ 26 ] |
| 1990   | Warren Moon         | QB       | Oilers de Houston                  | [ 27 ] |
| 1991   | Thurman Thomas      | RB       | Bills de Buffalo                   | [ 28 ] |
| 1992   | Steve Young         | QB       | 49ers de San Francisco             | [ 26 ] |
| 1993   | Jerry Rice (2)      | WR       | 49ers de San Francisco             | [ 29 ] |
| 1994   | Barry Sanders       | RB       | Lions de Détroit                   | [ 30 ] |
| 1995   | Brett Favre         | QB       | Packers de Green Bay               | [ 31 ] |
| 1996   | Terrell Davis       | RB       | Broncos de Denver                  | [ 32 ] |
| 1997   | Barry Sanders (2)   | RB       | Lions de Détroit                   | [ 33 ] |
| 1998   | Terrell Davis (2)   | RB       | Broncos de Denver                  | [ 34 ] |
| 1999   | Marshall Faulk      | RB       | Rams de Saint-Louis                | [ 35 ] |
| 2000   | Marshall Faulk (2)  | RB       | Rams de Saint-Louis                | [ 36 ] |
| 2001   | Marshall Faulk (3)  | RB       | Rams de Saint-Louis                | [ 37 ] |
| 2002   | Priest Holmes       | RB       | Chiefs de Kansas City              | [ 38 ] |
| 2003   | Jamal Lewis         | RB       | Ravens de Baltimore                | [ 39 ] |
| 2004   | Peyton Manning      | QB       | Colts d'Indianapolis               | [ 40 ] |
| 2005   | Shaun Alexander     | RB       | Seahawks de Seattle                | [ 41 ] |
| 2006   | LaDainian Tomlinson | RB       | Chargers de San Diego              | [ 42 ] |
| 2007   | Tom Brady           | QB       | Patriots de la Nouvelle-Angleterre | [ 43 ] |
| 2008   | Drew Brees          | QB       | Saints de La Nouvelle-Orléans      | [ 44 ] |
| 2009   | Chris Johnson       | RB       | Titans du Tennessee                | [ 45 ] |
| 2010   | Tom Brady (2)       | QB       | Patriots de la Nouvelle-Angleterre | [ 46 ] |
| 2011   | Drew Brees (2)      | QB       | Saints de La Nouvelle-Orléans      | [ 47 ] |
| 2012   | Adrian Peterson     | RB       | Vikings du Minnesota               | [ 8 ]  |
| 2013   | Peyton Manning (2)  | QB       | Broncos de Denver                  | [ 48 ] |
| 2014   | DeMarco Murray      | RB       | Cowboys de Dallas                  | [ 49 ] |
| 2015   | Cam Newton          | QB       | Panthers de la Caroline            | [ 50 ] |
| 2016   | Matt Ryan           | QB       | Falcons d'Atlanta                  | [ 51 ] |
| 2017   | Todd Gurley         | RB       | Rams de Los Angeles                | [ 52 ] |
| 2018   | Patrick Mahomes     | QB       | Chiefs de Kansas City              | [ 53 ] |
| 2019   | Michael Thomas      | WR       | Saints de La Nouvelle-Orléans      | [ 54 ] |
| 2020   | Derrick Henry       | RB       | Titans du Tennessee                | [ 55 ] |
| 2021   | Cooper Kupp         | WR       | Rams de Los Angeles                | [ 56 ] |
| 2022   | Justin Jefferson    | WR       | Vikings du Minnesota               | [ 57 ] |
| 2023   | Christian McCaffrey | RB       | 49ers de San Francisco             | [ 58 ] |
| 2024   | Saquon Barkley      | RB       | Eagles de Philpadelphie            | [ 59 ] |